# Kushtagi
Kushtagi es una ciudad de la India en el distrito de Koppal, estado de Karnataka.

## Geografía
Se encuentra a una altitud de 646 m s. n. m. a 412 km de la capital estatal, Bangalore, en la zona horaria UTC +5:30.

## Demografía
Según estimación 2011 contaba con una población de 28 452 habitantes.